# Giacomo Carissimi
Giacomo Carissimi (čti: karisimi) (pokřtěn 18. dubna 1605, Marino – 12. ledna 1674, Řím), byl italský hudební skladatel raného baroka. Je nazýván otcem oratoria.

## Život
Jeho životopis je neobyčejně chudý na převratné události. Přesné datum narození známo není, udává se datum křtu 18. dubna 1605, ale narozen mohl být i o rok dříve. Narodil se v rodině bednáře v Marinu, vesničce v blízkosti Říma. Nejspíše prošel základním hudebním vzděláním jako zpěvák v chrámovém sboru. Existují doklady o tom, že v roce 1623 zpíval v chrámu v Tivoli, kde se o dva roky později stal varhaníkem.
Ve svých dvaceti letech se stal kapelníkem v chrámu sv. Rufina v Assisi a v roce 1628 dosáhl již významného postavení v Římě jako kapelník chrámu sv. Apollináře, který patřil Collegiu Germanicu. Navzdory lákavým nabídkám (např. převzít místo kapelníka v chrámu sv. Marka v Benátkách po smrti Claudia Monteverdiho v roce 1643 nebo místo maestra na dvoře císařova syna Lepolda Wilhelma v Bruselu) zůstal Římu a tomuto chrámu věrný po celý život. V roce 1637 byl vysvěcen na kněze a patrně nikdy nepřekročil hranice Itálie. V letech 1655 a 1656 byl rovněž jmenován maestro di cappella del concerto di camera na dvoře královny Kristiny Švédské, která v té době žila v Římě po své abdikaci.
Proslul jako znamenitý hudební pedagog. Mezi jeho žáky patřili Marc-Antoine Charpentier, Johann Kaspar Kerll, Christoph Bemhard a patrně i Johann Philipp Krieger. Nepatřil mezi chudé hudebníky. Jeho dílo bylo vždy patřičně honorováno. Zemřel v Římě 12. ledna 1674 jako relativně velmi bohatý muž.

## Význam
Carissimi, jako pokračovatel v díle Monteverdiho, má významný podíl na rozvoji recitativu. Završil i vývoj madrigalů, typické formy hudební renesance, které se jeho přičiněním transformovaly do tvaru koncertní kantáty.
Nejvíce však skladatele proslavila forma oratoria. Carissimi bývá často nazýván otcem oratoria, neboť byl prvním významným skladatelem této hudební formy tak typické pro celé barokní období. Svými díly jako je Jefta nebo Jonáš stanovil formální pravidla, která byla téměř po dvě století respektována skladateli nejen baroka, ale i klasicismu. Nejen to, zásluhou Carissimiho dostala tato hudební forma i své jméno. První skladby tohoto druhu uvedli totiž skladatelé Giacomo Carissimi a Emilio de' Cavalieri v oratoriu (modlitebně) chrámu sv. Marcella v Římě.

## Dílo
Protože naprostá většina autografů Carissimových děl se nedochovala a skladby jsou známy pouze z dobových opisů, je pro hudební vědce značným problémem rozlišit skutečné autorství skladeb, které jsou Carissimovi připisovány. Pro laika je už asi méně podstatný problém žánru, neboť je často značný problém rozlišit rozlehlejší moteto od oratoria.
Jeho dílo obsahuje:
- 4 mše
- okolo 100 motet
- 14 oratorií mezi nimi např.:

- Baltazar
- Jephta
- Jonas
- Judicium Salomonis

- přibližně 150 kantát na světské náměty (např. A pie dun verde alloro, Ferma, Lascia chio parli)